# Гай Фурій Паціл Фуз
Гай Фу́рій Паці́л Фуз (лат. Gaius Furius Pacilus Fusus; ? — після 426 до н. е.) — політичний, державний та військовий діяч часів Римської республіки, консул 441 року до н. е.

## Життєпис
Походив з патриціанського роду Фуріїв. Про молоді роки немає відомостей. У 441 році до н. е. його було обрано консулом разом з Марком Папірієм Крассом. Разом з колегою займався переважно внутрішніми справами держави.
У 435 році до н. е. став цензором разом з Марком Гегацієм Мацеріном. Провів перепис населення. Також провів чистку сенату, виключивши з нього у 434 році до н. е. Мамерка Емілія Мамерціна. 431 року до н. е. брав участь у військовій кампанії проти вольськів та еквів.
У 426 році до н. е. став військовим трибуном з консульською владою разом із Тітом Квінкцієм Пеном Цинціннатом, Марком Постумієм Альбіном Регілленом, Авлом Корнелієм Коссом. Разом з колегами Квінцієм та Постумієм очолив військо проти міста-держави Вейї. Втім через незгоду між ними римська армія зазнала поразки. Про подальшу долю Гая Фурія немає відомостей.

## Родина
- Гай Фурій Паціл, консул 412 року до н. е.